# Henry Brawley
Henry Alexander Brawley (Roxbury, 7 ottobre 1876 – Winthrop, 11 febbraio 1954) è stato un maratoneta statunitense.
Brawley partecipò alla maratona ai Giochi olimpici di Saint Louis 1904, dove ottenne il settimo posto.
Nel 1906, giunse decimo alla maratona di Boston.